# Tsalka (distrikt)
Tsalka (georgiska: წალკის მუნიციპალიტეტი, Tsalkas munitsipaliteti) är ett distrikt i Georgien. Det ligger i regionen Nedre Kartlien, i den centrala delen av landet. Administrativt centrum är Tsalka. Distriktet hade 18 849 invånare år 2014.